# Коррея, Педру
Педру Алвеш Коррея (порт. Pedro Alves Correia; родился 12 октября 1999 года в Бисау, Гвинея-Бисау) — португальский футболист, нападающий клуба «Белененсеш».

## Клубная карьера
Коррея — воспитанник клубов «Эвора» и столичной «Бенфики». Летом 2016 года Педру перешёл в испанский «Депортиво Ла-Корунья». 25 ноября 2017 года в матче против дублёров «Сельты» он дебютировал в Сегунде B за дублирующий состав.
31 января 2019 года Коррея перешел в клуб «Брага» на правах аренды сроком на шесть месяцев, где выступал за вторую команду во второй лиги Португалии по футболу.
26 августа 2020 года Коррея подписал трехлетний контракт с клубом «Пасуш де Феррейра».
31 января 2021 года Коррея перешел в испанский клуб «Бадахос» на правах аренды.

## Международная карьера
В 2018 году в юношеской сборной Португалии Коррея стал победителем юношеского чемпионата Европы в Финляндии. На турнире он сыграл в матчах против команд Украины и Италии. В обоих поединках Педру забил по мячу.

## Достижения
Международные
 Португалия (до 19)
- Юношеский чемпионат Европы — 2018